# Stubbe – Von Fall zu Fall: Familie in Gefahr
Familie in Gefahr ist ein deutscher Fernsehfilm von Jochen Alexander Freydank aus dem Jahr 2025. Es handelt sich nach Tod auf der Insel, Tödliche Hilfe und Ausgeliefert um das vierte und zugleich letzte Serienspecial der ZDF-Kriminalfilmreihe Stubbe – Von Fall zu Fall mit Wolfgang Stumph in der Titelrolle.

## Handlung
Für den inzwischen pensionierten Kommissar Wilfried Stubbe und seine Familie läuft es turbulent, als Helge Kleinert, der Vater der Stubbe-Enkelin Caroline, nach deren Geburtstagsfeier wegen Mordverdachts verhaftet wird. Die Familie steht hinter ihm und versucht seine Unschuld zu beweisen. Auch Stubbes Lebensgefährtin Marlene Berger gerät in Schwierigkeiten, denn sie wird bezichtigt, Beweise vernichtet zu haben, die Helge Kleinert belasten. 

## Produktionsnotizen
Die Dreharbeiten für Familie in Gefahr erstreckten sich vom 23. Juli 2024 bis zum 21. August 2024 und fanden in Dresden und Umgebung statt. Für die Produktion zeichnete die Polyphon Film- und Fernsehgesellschaft unter Federführung des Produzenten Christoph Bicker verantwortlich.
In der ZDF Mediathek wurde der Film ab dem 15. Februar 2025 vorab zur Verfügung gestellt. Die Erstausstrahlung erfolgte am 22. Februar 2025 zur Hauptsendezeit im ZDF.